# Ussurella
Ussurella is een kevergeslacht uit de familie van de boktorren (Cerambycidae). De wetenschappelijke naam van het geslacht werd voor het eerst geldig gepubliceerd in 1997 door Danilevsky.

## Soorten
Ussurella is monotypisch en omvat slechts de volgende soort:
- Ussurella napolovi (Danilevsky, 1995)